# Primera División Femenina de baloncesto 1983-84
La temporada 1983-84 de la Liga Femenina fue la 21ª temporada de la liga femenina de baloncesto. Se disputó entre 1983 y 1984, culminando con la victoria de Canoe N. C.. A partir de esta temporada desaparecen los empates, jugándose prórrogas en el caso de que se llegue al final del tiempo con el marcador igualado. Las victorias continúan valiendo dos puntos, y las derrotas pasan a valer un punto.

## Liga regular
| Pos. | Equipo               | PJ | G  | P  | PF   | PC   | DP   | Pts | Clasificación o descenso    |
| ---- | -------------------- | -- | -- | -- | ---- | ---- | ---- | --- | --------------------------- |
| 1    | Canoe N. C.          | 22 | 21 | 1  | 1730 | 1088 | +642 | 43  | Campeón                     |
| 2    | Celta Citroën        | 22 | 19 | 3  | 1861 | 1220 | +641 | 41  |                             |
| 3    | Picadero Comansi     | 22 | 15 | 7  | 1596 | 1402 | +194 | 37  |                             |
| 4    | Avon Alcalá          | 22 | 13 | 9  | 1601 | 1494 | +107 | 35  |                             |
| 5    | Coronas Light        | 22 | 12 | 10 | 1506 | 1525 | −19  | 34  |                             |
| 6    | GE Iberia            | 22 | 11 | 11 | 1698 | 1667 | +31  | 33  |                             |
| 7    | Betania Patmos       | 22 | 10 | 12 | 1501 | 1491 | +10  | 32  |                             |
| 8    | CB Las Banderas      | 22 | 10 | 12 | 1428 | 1524 | −96  | 32  |                             |
| 9    | Hispano Francés      | 22 | 8  | 14 | 1430 | 1541 | −111 | 30  |                             |
| 10   | Reales Las Palmas    | 22 | 8  | 14 | 1432 | 1793 | −361 | 30  |                             |
| 11   | Mary Cusanz          | 22 | 4  | 18 | 1365 | 1705 | −340 | 26  | Descenso a Segunda División |
| 12   | Escolapias de Madrid | 22 | 1  | 21 | 1334 | 2086 | −752 | 23  | Descenso a Segunda División |

 Fuente: BRD

## Postemporada
- Campeonas de la Primera División Femenina 1983-84: Canoe N. C. (1er título).
- Campeonas de la Copa de la Reina 1983-84: Celta Citroën (3er título).
- Clasificadas para Copa de Europa de Campeonas 1984-85: Canoe N. C..
- Clasificadas para Copa Ronchetti 1984-85: ningún equipo participa (por renuncia).
- Descendidas a Segunda División:  Escolapias y Mary Cusanz.
- Ascendidas de Segunda División:  Caixa Girona ADEPAF y Cajacanarias.